# Mime-Gletscher
Der Mime-Gletscher ist ein kleiner Gletscher im ostantarktischen Viktorialand. In der Asgard Range liegt er im südlichen Ende des Tiw Valley.
Das New Zealand Antarctic Place-Names Committee benannte ihn nach dem mythologischen Schmied Mime, der im Ring des Nibelungen den Tarnhelm schmiedet.